# Luigi Gonzaga di Palazzolo

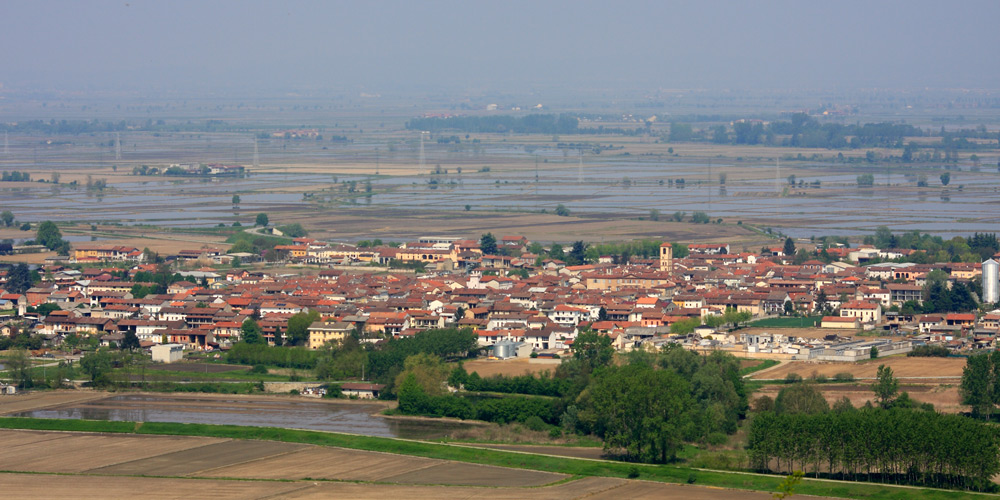
Veduta di Palazzolo Vercellese, feudo dei Nobili Gonzaga.

Luigi Gonzaga (... – 1626) è stato un militare italiano.

## Biografia
Era figlio di Luigi Gonzaga (?-1590) e di Felicita Guerrieri Gonzaga, figlia di Tullo. Fu terzo marchese di Palazzolo.
Ricevette il feudo di Palazzolo assieme allo zio Curzio Gonzaga e a Claudio I Gonzaga direttamente dal duca di Mantova Vincenzo I Gonzaga, creando la linea cadetta dei marchesi "Gonzaga di Palazzolo". Il duca di Mantova Ferdinando Gonzaga lo nominò ambasciatore presso la Repubblica di Venezia. Morì nel 1626 combattendo in Ungheria per l'imperatore Ferdinando II durante la Guerra dei trent'anni.

## Discendenza
Claudio sposò Vittoria Pepoli ed ebbero due figli:
- Ottavio;
- Elena.